# New Jersey Nets 1985-1986
La stagione 1985-86 dei New Jersey Nets fu la 10ª nella NBA per la franchigia.
I New Jersey Nets arrivarono terzi nella Atlantic Division della Eastern Conference con un record di 39-43. Nei play-off persero al primo turno con i Milwaukee Bucks (3-0).

## Roster
| N° | Naz.                   | Ruolo | Sportivo               | Anno | Alt. | Peso |
| -- | ---------------------- | ----- | ---------------------- | ---- | ---- | ---- |
| 10 | Stati Uniti (bandiera) | G     | Otis Birdsong          | 1955 | 191  | 86   |
| 12 | Stati Uniti (bandiera) | G     | Darwin Cook            | 1958 | 191  | 83   |
| 13 | Stati Uniti (bandiera) | G     | Ray Williams           | 1954 | 191  | 85   |
| 14 | Stati Uniti (bandiera) | G     | Kelvin Ransey          | 1958 | 185  | 77   |
| 20 | Stati Uniti (bandiera) | GA    | Micheal Ray Richardson | 1955 | 196  | 86   |
| 22 | Stati Uniti (bandiera) | AC    | Rod Higgins            | 1960 | 201  | 91   |
| 31 | Stati Uniti (bandiera) | GA    | Mike O'Koren           | 1958 | 201  | 94   |
| 35 | Stati Uniti (bandiera) | AC    | Jeff Turner            | 1955 | 206  | 104  |
| 40 | Haiti (bandiera)       | C     | Yvon Joseph            | 1957 | 211  | 111  |
| 42 | Stati Uniti (bandiera) | C     | Mike Gminski           | 1959 | 211  | 113  |
| 43 | Stati Uniti (bandiera) | A     | Mickey Johnson         | 1952 | 208  | 86   |
| 45 | Stati Uniti (bandiera) | A     | Bobby Cattage          | 1958 | 206  | 113  |
| 52 | Stati Uniti (bandiera) | AC    | Buck Williams          | 1960 | 203  | 98   |
| 53 | Stati Uniti (bandiera) | C     | Darryl Dawkins         | 1957 | 211  | 114  |
| 55 | Stati Uniti (bandiera) | GA    | Albert King            | 1959 | 198  | 86   |

## Staff tecnico
- Allenatore: Dave Wohl
- Vice-allenatori: Paul Silas, Bob MacKinnon